# Liste der Theater in München

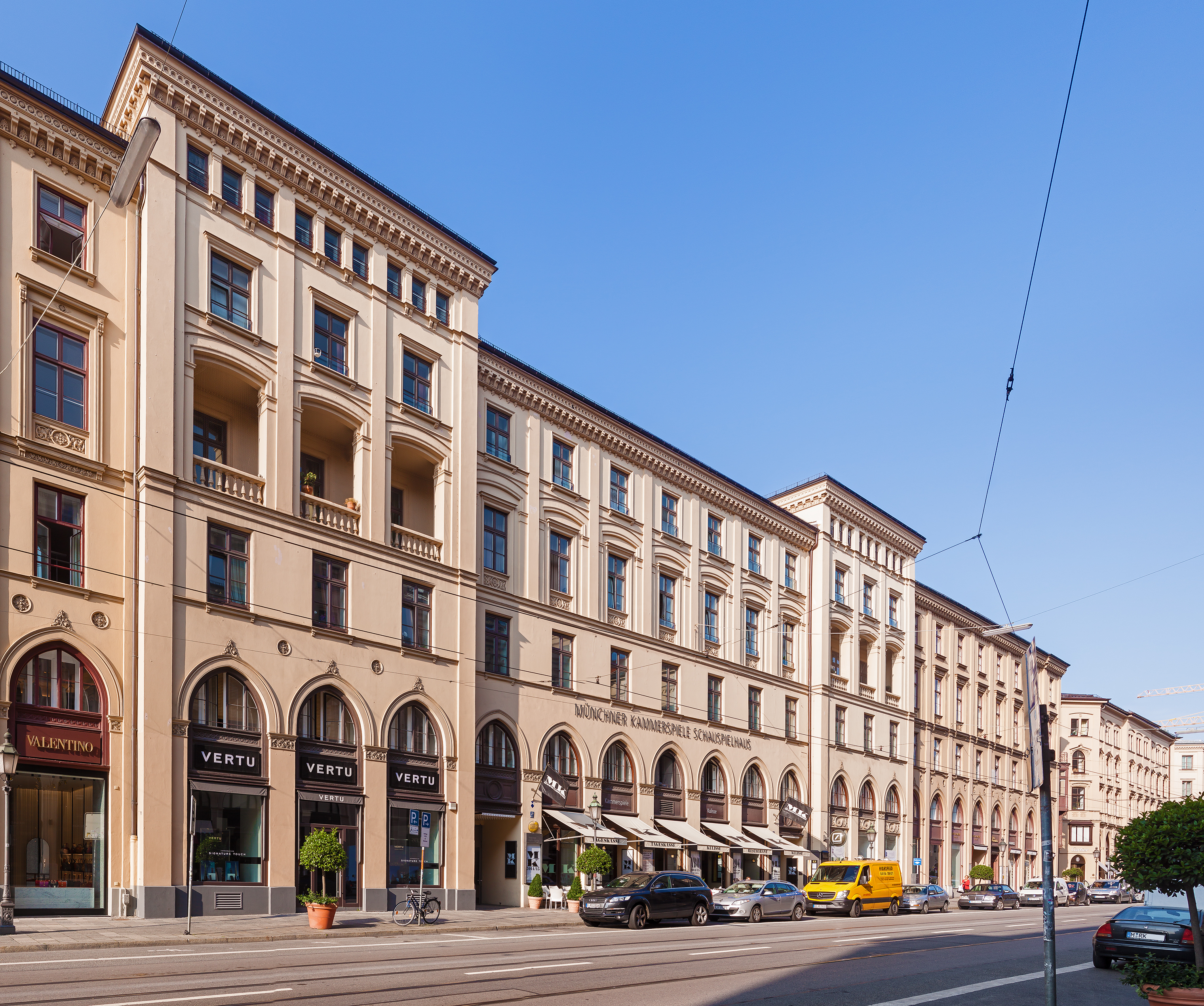
Münchner Kammerspiele

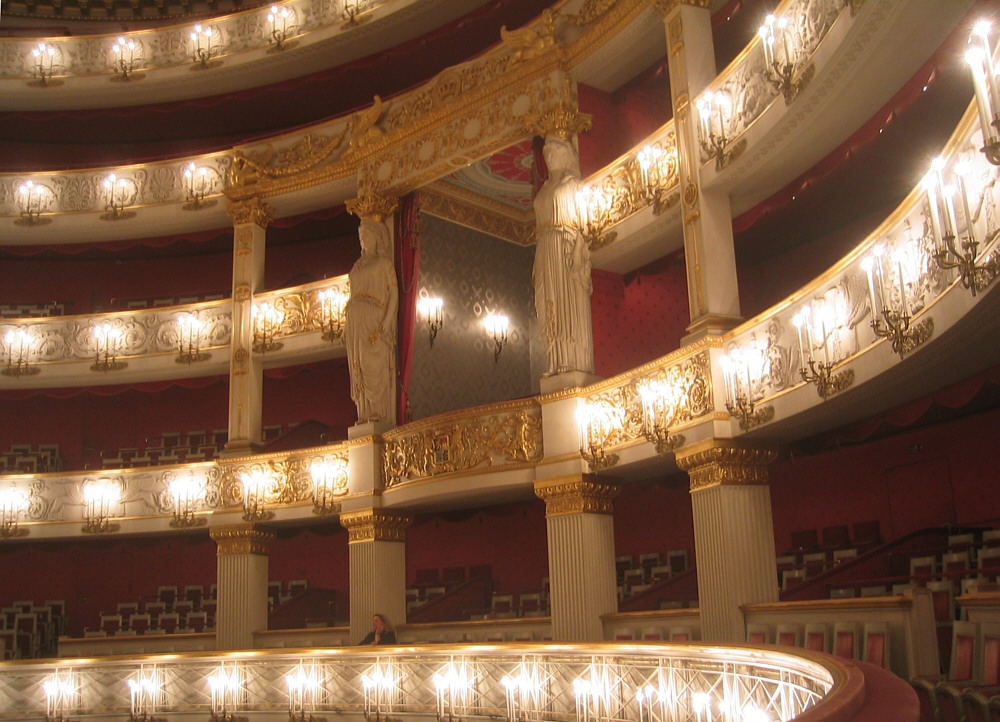
Münchner Nationaltheater

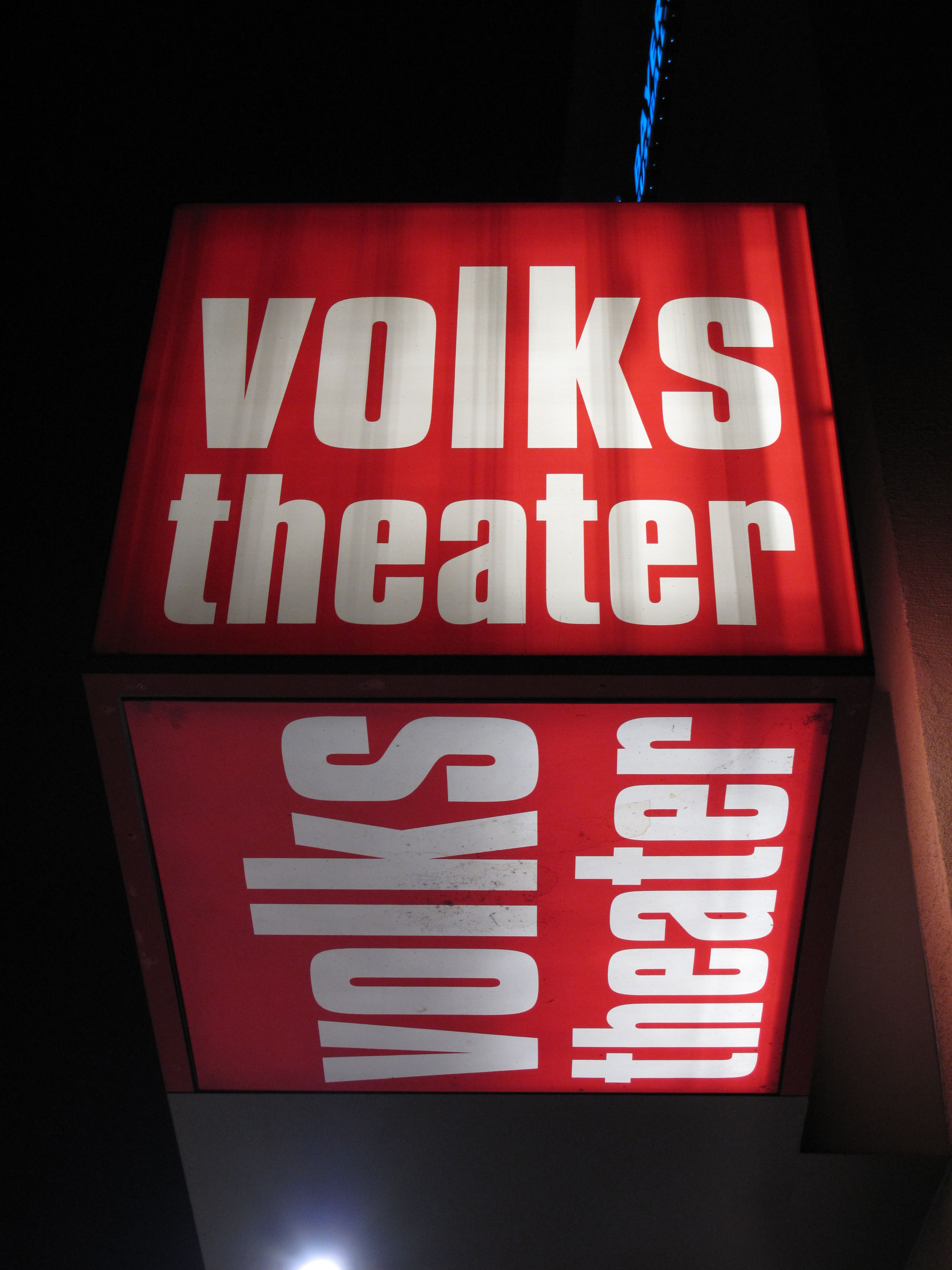

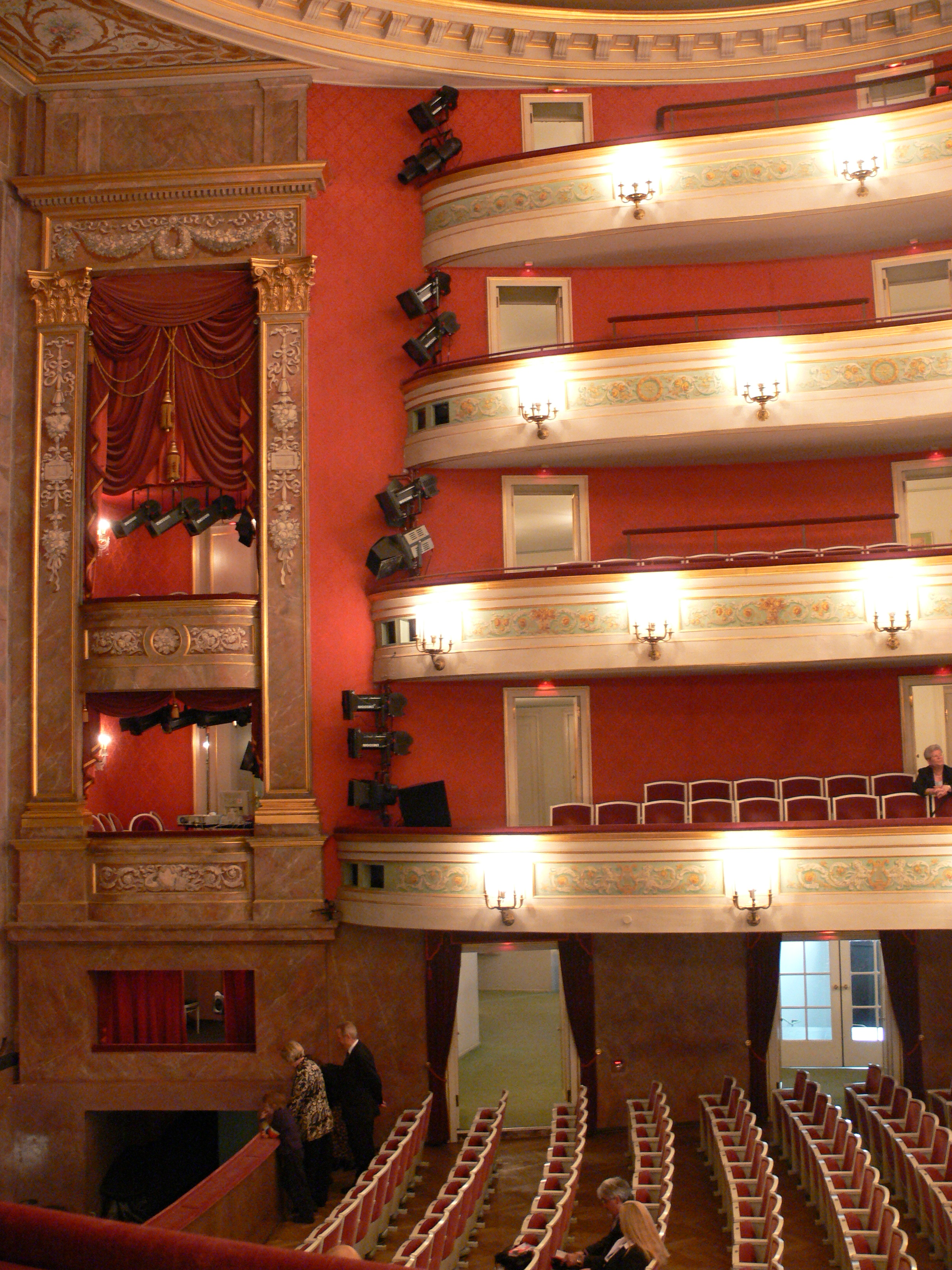
Staatstheater am Gärtnerplatz

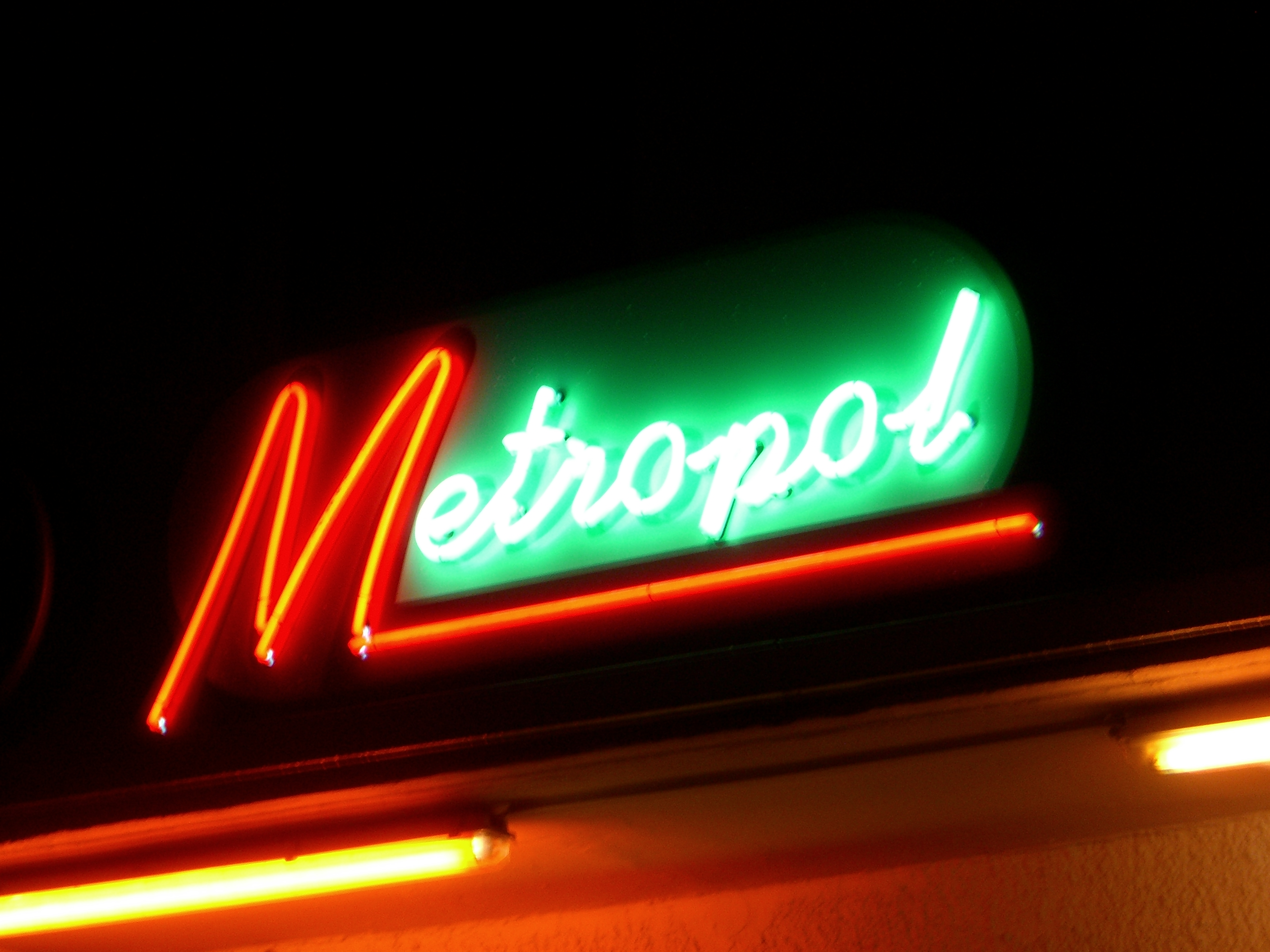
Metropol-Theater

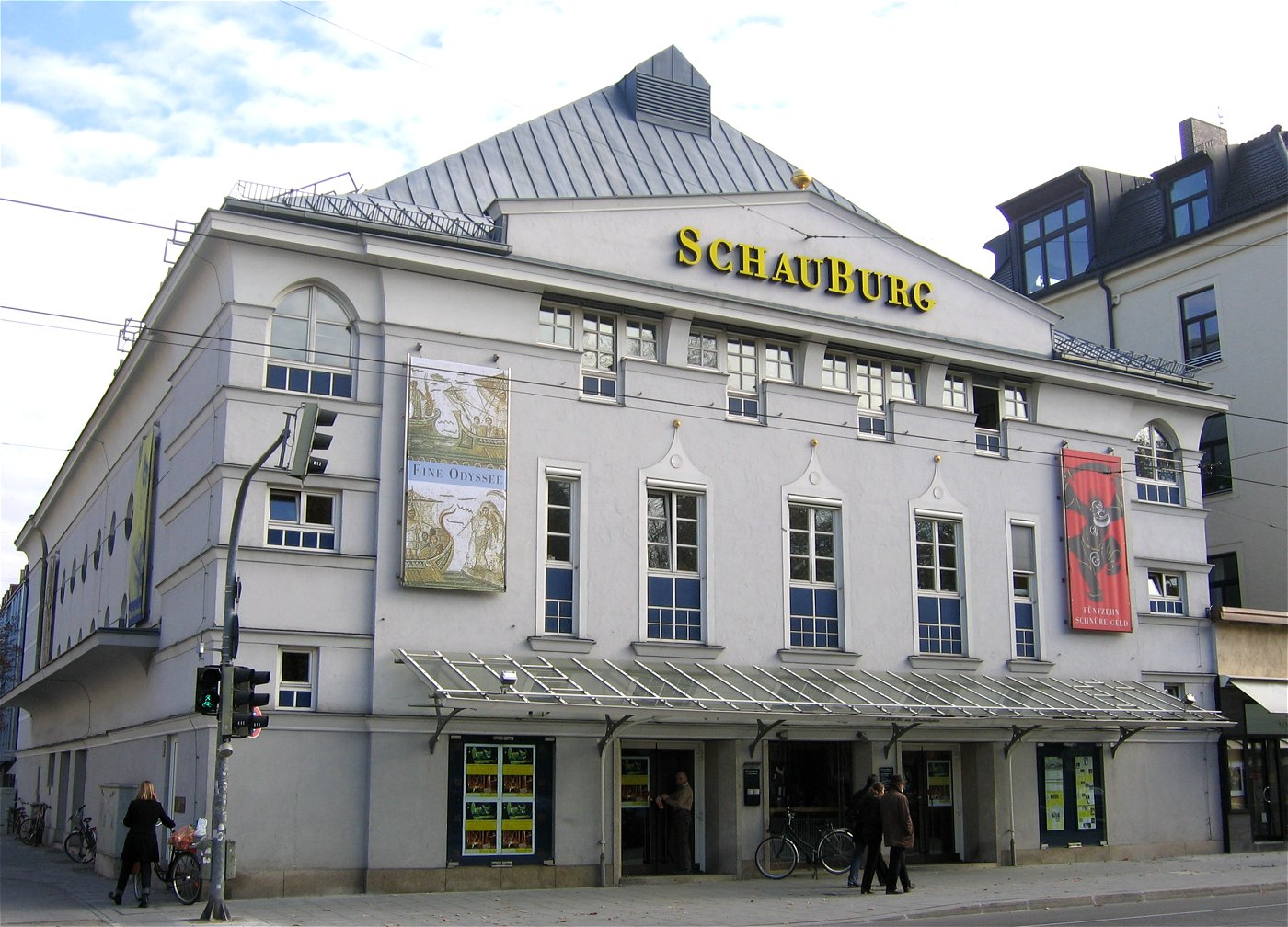
SchauBurg

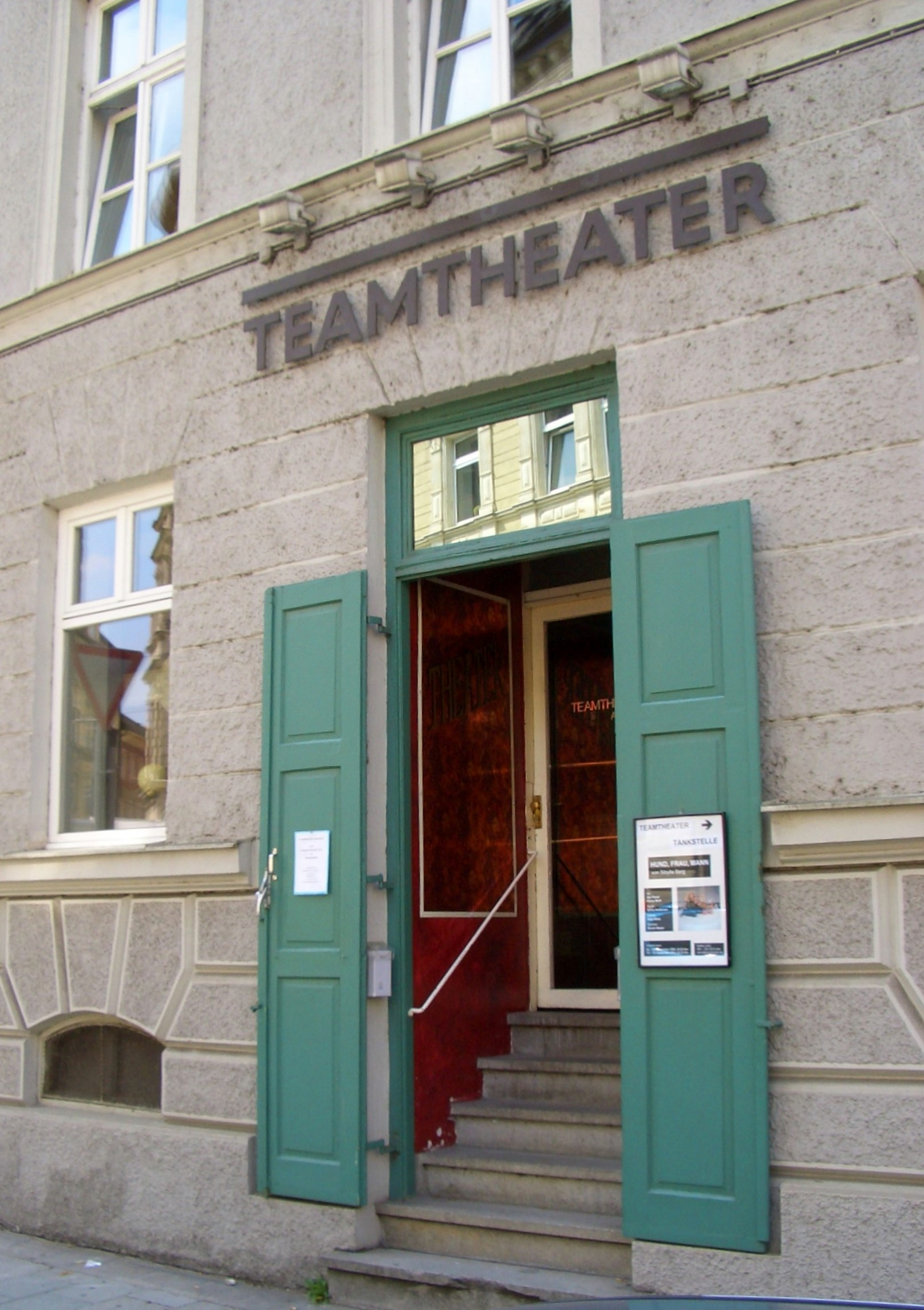
Eingang Teamtheater

In München gibt es eine Vielzahl professioneller oder von Amateuren betriebener Theater.

## Staatliche Theater
- Nationaltheater München (⊙,  Hauptspielort für Bayerische Staatsoper und Bayerisches Staatsballett)
- Residenztheater (⊙, Hauptspielort für Bayerisches Staatsschauspiel)
- Staatstheater am Gärtnerplatz (⊙)

Theater ohne eigenes Ensemble:
- Cuvilliés-Theater (⊙, bespielt durch das Bayerische Staatsschauspiel, die staatlichen Theater und durch Kulturveranstaltungen anderer Anbieter)
- Marstall Theater (⊙)
- Prinzregententheater (⊙, bespielt durch die Bayerische Theaterakademie August Everding, die staatlichen Theater und durch Kulturveranstaltungen anderer Anbieter)
- Akademietheater (⊙)

## Städtische Theater
- Münchner Kammerspiele (⊙)
- Münchner Volkstheater (⊙)
- Schauburg (München) – Theater der Jugend (⊙)

Theater ohne eigenes Ensemble:
- Deutsches Theater (⊙, Gastspieltheater)

## Private Theater
- Blutenburg-Theater, Deutschlands erste und einzigartige Kriminalbühne (⊙)
- Die Spieldose (⊙)
- FestSpielHaus der Jugendkultur in München-Neuperlach (⊙)
- Galli Theater (⊙)
- GOP Varieté-Theater (⊙, vormals Kleine Komödie am Max-II-Denkmal)
- Heppel & Ettlich (⊙)
- Hofspielhaus (⊙)
- HochX Theater und Live Art (⊙, vormals I-camp/Neues Theater München)
- Iberl-Bühne (⊙)
- Inkunst e. V. (⊙)
- INTERIM-Theater (⊙)
- Kleines Theater im Pförtnerhaus (⊙)
- Komödie im Bayerischen Hof (⊙)
- KRIST & MÜNCH Table Magic Theater (⊙)
- LEO 17 – Theater in der Leopoldstraße (⊙)
- Marionettentheater Kleines Spiel (⊙)
- Metropoltheater (⊙)
- Münchner Galerie Theater
- Münchner Marionettentheater (⊙)
- Münchner Sommertheater (⊙, ⊙)
- Münchner Theater für Kinder (⊙)
- Münchner Vorstadtbrettl
- Oberanger Theater (⊙, Veranstaltungsort für verschiedene Ensembles)
- Pathos Transport Theater (⊙)
- proT
- Rationaltheater München (⊙)
- Sollner Kultbühne (⊙)
- TamS (⊙)
- Teamtheater (⊙, vormals Theater am Einlaß)
- Theater Blaue Maus (⊙)
- Theater Drehleier (⊙)
- Theater im Fraunhofer (⊙)
- theater Viel Lärm um Nichts in der Pasinger Fabrik (⊙)
- theater ... und so fort (⊙)
- WERK7 theater im Werksviertel-Mitte[1][2]
- Wirtshaus zum Isartal (⊙)

## Amateurtheater
- ArtikultTheater
- Bauerntheater in Obermenzing (⊙)
- Bayerische Volksbühne Watzmann e. V. (⊙)
- Bayerisches Volkskunsttheater (⊙)
- "Die Spielmacher" (⊙)
- Dramatischer Club „Alpenröserl“ e. V.
- el teatro e. V. (⊙)
- Erlebnis Oper e. V.
- Feldmochinger Volkstheater e. V. (⊙)
- Heiglhoftheater (⊙)
- Kachina Theater GbR
- Kleine Bühne München e. V. (⊙)
- Kolpingbühne München-Giesing (⊙)
- Komödien-Brettl Untermenzing (⊙)
- Laienspielgruppe „s’ Moosacher Brett’l“ e. V. (⊙)
- Laienspielgruppe Waldtrudering (⊙)
- „Laimer Brett’l e. V.“ (⊙)
- „Lampenfieber“ Bayerisches Volkstheater (⊙)
- Ludwigsbühne München (⊙)
- Milbertshofener Bühne e. V. (⊙)
- Millionendorf-Theater e. V.
- Münchner Heimatbühne e. V. (⊙)
- Münchner Volkssänger-Bühne e. V. (⊙)
- Münchner Vorstadtbrettl (⊙)
- Sendlinger Bauernbühne (⊙)
- Spielgemeinschaft Kleine Bühne e. V. (⊙)
- Neuaubinger Volksbühne e. V. (⊙)
- Südtiroler Volksbühne e. V. (⊙)
- Szenenwechsel
- „s’ Bredl“ (⊙)
- Tierschutztheater e. V.
- Theater als Weg, Improvisation und Theatertherapie
- Theater gruppo di grappa
- Theater im Kloster (⊙)
- Theater in der Au e. V. (⊙)
- Theaterbrett’l 1993 (ehem. Theaterbrett’l St. Klara) (⊙)
- Theater-GGG e. V.
- Theatergruppe der Pfarrei St. Quirin (⊙)
- Theatergruppe Heidekraut (Alte Heide)
- Theatergruppe Musikforum Blutenburg e. V.
- Theatergruppe „Rasselglocke“
- Theatergruppe Siemens e. V. (⊙)
- Theaterteam Helena (⊙)
- Theaterverein „Die lustigen Truderinger“ (⊙)
- Thow & Show
- TSV Forstenried e. V.
- Volksbühne Waldheim e. V. (⊙)
- Weiß-Blaue Bühne e. V. (⊙)

## Ehemalige Theater
- Das kleine Welttheater
- Heimatbühne Obergiesing e. V. (jetzt Münchner Heimatbühne e. V.)
- Kammertheater München, früher Kammertheater Schwabing (⊙)
- Kil’s Colosseum (1872–1958)
- Kranz Theater (⊙)
- Menzinger Komödienstadl
- Rohrer & Brammer (seit Mai 2010 geschlossen)
- Studiotheater im Schwabinger Fuchsbau, später im Perlacher Einkaufszentrum PEP
- Theater44 (⊙, seit Mai 2009 geschlossen)
- Theater aus der Reisetasche
- Theater Die Kleine Freiheit (⊙, 1996 geschlossen)
- Theatergruppe „Die ganz Andern“
- Theatritis
- Theater-Truhe